# Macrodictyum wrightii
Macrodictyum wrightii är en bladmossart som beskrevs av Eberhard Heinz Hegewald 1978 [1979. Macrodictyum wrightii ingår i släktet Macrodictyum och familjen Dicranaceae. Inga underarter finns listade i Catalogue of Life.